# Sigrun Paas
Sigrun Paas (* 1944 in Saaz) ist eine deutsche Kunsthistorikerin.
Sigrun Paas studierte Kunstgeschichte, Germanistik, Geschichte und Soziologie und wurde 1976 an der Universität Heidelberg promoviert. Anschließend war sie an der Kunsthalle Karlsruhe, der Kunsthalle Hamburg, am Wilhelm-Hack-Museum in Ludwigshafen am Rhein und am Landesmuseum Darmstadt tätig. Von 1990 bis zu ihrer Pensionierung 2009 war sie Leiterin der Abteilung Gemälde und Skulpturen des Landesmuseums Mainz, seit 1995 dazu Leiterin der Max-Slevogt-Galerie in der Villa Ludwigshöhe in Edenkoben. 2012 erhielt sie die Max-Slevogt-Medaille.

## Veröffentlichungen (Auswahl)
- Goya, Caprichos. Städtische Kunstsammlungen Ludwigshafen/Rhein, 5. Juni – 3. Juli 1977. Städtische Kunstsammlungen, Ludwigshafen 1977
- Der Gondorfer Gräberfund. Römisches und fränkisches Kunsthandwerk. Textheft zur Abteilung der Völkerwanderungszeit. Wilhelm-Hack-Museum, Ludwigshafen.  Pfälzische Verlagsanstalt, Neustadt/Ludwigshafen 1979
- mit Hans-Werner Schmidt: Verfolgt und verführt. Kunst unterm Hakenkreuz in Hamburg 1933–1945. Hamburger Kunsthalle, 12. Mai – 3. Juni 1983. Jonas-Verlag, Marburg 1983, ISBN 3-922561-17-9
- „Kunst und Künstler“ 1902–1933. Eine Zeitschrift in der Auseinandersetzung um den Impressionismus in Deutschland. Hänsel-Hohenhausen, Engelsbach u. a. 1993, ISBN 3-89349-390-5  (= Dissertation Universität Heidelberg 1976)
- (Hrsg.): Liselotte von der Pfalz. Madame am Hofe des Sonnenkönigs. Ausstellung Heidelberg 1996 bis 1997 im Heidelberger Schloss. Heidelberg 1996, ISBN 3-8253-7100-X
- Hans Arp, 1886–1966. Ankäufe des Landes Rheinland-Pfalz. Kulturstiftung der Länder, Berlin 1997
- Max Slevogt. Gemälde 1889–1931. Niedersächsisches Landesmuseum Hannover. Niedersächsisches Landesmuseum, Hannover 1999
- Max Slevogt und die Pfalz. Mitteldeutscher Verlag, Halle 2013, ISBN 978-3-95462-026-5
- mit Roland Krischke: Max Slevogt in der Pfalz. Katalog der Max-Slevogt-Galerie in der Villa Ludwigshöhe bei Edenkoben. Deutscher Kunstverlag, München, Berlin 2005, ISBN 3-422-06587-3.
- mit Roland Krischke: Slevogt und Goethe. Eine Ausstellung der Max-Slevogt-Galerie zum 75. Todestag Max Slevogts (1868–1932) und zum 175. Todestag Johann Wolfgang von Goethes (1749–1832). Deutscher Kunstverlag, München 2007, ISBN 978-3-422-02084-9
- mit Gernot Frankhäuser, Roland Krischke: Tänzerinnen um Slevogt. Deutscher Kunstverlag, München, Berlin 2007, ISBN 978-3-422-02093-1
- mit Gernot Frankhäuser: Götter, Helden, Heilige. Italienische Malerei des Barock aus dem Landesmuseum Mainz; mit einem Verzeichnis aller französischen, italienischen und spanischen Gemälde des 16. bis 18. Jahrhunderts. Deutscher Kunstverlag, München, Berlin 2009, ISBN 978-3-422-02157-0